# Jean-Vincent d’Abbadie de Saint-Castin

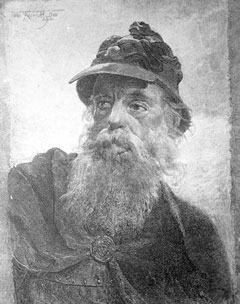
Jean-Vincent d’Abbadie de Saint-Castin

Jean-Vincent d’Abbadie de Saint-Castin (* 1652 in Saint-Castin, Provinz Béarn; † 1707 in Pau) war ein französischer Offizier und Sagamore der Penobscot, einem Stamm der Östlichen Abenaki.

## Frühe Jahre
Jean-Vincent stammte aus einer französischen Adelsfamilie, die 1581 durch Heirat in den Adelsstand aufgenommen wurde. Sein Vater war Jean-Jacques I., der 1654 von Ludwig XIV. den Titel eines Barons de Saint-Castin erhielt und 1649 seine Mutter, Isabeau de Béarn-Bonasse, geheiratet hatte. Das Paar hatte drei Kinder, Jean-Jacques II., Marie und Jean-Vincent. Die Mutter starb schon im Jahr 1652 an der Pest, so dass der jüngste Sohn ohne Mutter aufwachsen musste. Er erhielt eine Erziehung, die in dieser Zeit für Knaben aus adligen Familien üblich war, und wurde für eine Offizierslaufbahn vorbereitet. 1665, im Alter von nur 13 Jahren, taucht sein Name in der Musterrolle als Fähnrich des Régiment de Carignan-Salières auf, das für den Einsatz im nordamerikanischen Akadien aufgestellt wurde.

## In Akadien
Im Jahr 1666 nahm er vermutlich mit seinem Regiment am Feldzug des Marquis de Tracy gegen die Irokesen teil. Im Juli 1670 marschierte er, immer noch als Fähnrich, mit dem neuen Gouverneur von Akadien, Captain Hector d’Andigné de Grandfontaine, an die Penobscot Bay. Die Franzosen eroberten das dortige Fort Pentagouet zurück, das sechzehn Jahre zuvor von den Briten besetzt worden war. Durch den Vertrag von Breda (1667) war Akadien an Frankreich zurückgefallen.
Gouverneur Grandfontaine und Saint-Castins Regiment ließen sich in Pentagouet am Penobscot River nieder, ein Ort, der damals etwa in der Mitte von Frankreichs junger Kolonie Akadien lag. Allerdings waren die Grenzen umstritten, die Franzosen sahen die Südgrenze am Kennebec River, während die Briten ihre Nordgrenze an den Penobscot River verlegten. Die eigentlichen Besitzer dieses umstrittenen Gebiets aber waren die Abenaki. Der 18-jährige Saint-Castin wurde deshalb mit verschiedenen Missionen beauftragt, um Land und Leute zu studieren. Er entwickelte gute Beziehungen zu den Ureinwohnern und wurde vermutlich in dieser Zeit von den Penobscot adoptiert, eine verbreitete Praxis bei den Indianern Nordamerikas.
1673 wurde Grandfontaine durch Gouverneur Jacques de Chambly abgelöst. Im folgenden Jahr wurden Chambly, Saint-Castin und 30 Soldaten von niederländischen Piraten überfallen und gefangen genommen. Saint-Castin gelang die Flucht zu den Penobscot und dann später nach Québec. Generalgouverneur Frontenac erkannte die Fähigkeiten des jungen Mannes und beauftragte ihn, die Abenaki als Verbündete zu gewinnen. 1674 wurde Jean-Vincent nach dem Tod seines älteren Bruders der dritte Baron de Saint-Castin.

## Bei den Penobscot
Er lebte von nun an entweder bei den Penobscot oder in seinem Haus in Pentagouet. Er gab offenbar seine Offizierslaufbahn auf und begann sich für den Pelzhandel zu interessieren. Saint-Castin heiratete um 1678 die Tochter des Penobscot-Sagamore Madockawando, namens Pidiwamiska oder Marie-Mathilde. Zunächst erfolgte die Eheschließung nach indianischem Brauch, der Jesuitenpater Jacques Bigot traute das Paar 1684 nach katholischem Ritus. Nun gehörte Saint-Castin völlig zum Stamm der Penobscot, wurde zum Sagamore gewählt und vertrat die Interessen des Stammes am lukrativen Pelzhandel, den französischen Gesetzen zuwider auch mit den Briten in Neuengland. Es wurde deutlich, dass er sich nun mehr als Abenaki denn als Franzose fühlte. Madockawando war bis zu seinem Tod im Jahr 1698 der alleinige Obersagamore der Penobscot, doch sein Schwiegersohn war an allen wichtigen Entscheidungen beteiligt. Es war bekannt, dass alle Wünsche und Vorschläge Saint-Castins erfüllt wurden.
Im Jahr 1675 brach der King Philip’s War aus. Die Abenaki traten erst 1676 in den Krieg ein, als einer ihrer Häuptlinge von den Briten angegriffen wurde. Beraten von Saint-Castin entwickelten die Abenaki bemerkenswerte kriegerische Fähigkeiten und kontrollierten das Gebiet vom Penobscot River südwärts bis nach Salmon Falls in New Hampshire. Ihnen gegenüber standen rund 700 reguläre britische Soldaten, denen sie teilweise demütigende Niederlagen beibrachten. Nach dem Krieg wurde auf Befehl des Gouverneurs in New York, Sir Edmund Andros, eiligst das Fort Pemaquid zwischen Penobscot und Kennebec River errichtet. Im Jahr 1686 wurde Saint-Castin für das Gouverneursamt von Akadien empfohlen.
Als die Briten in Boston und New York von der Anwesenheit eines einflussreichen französischen Adligen bei den Abenaki erfuhren, machten sie ihm Angebote zur Zusammenarbeit, die Saint-Castin jedoch ablehnte. Im Jahr 1687 schloss sich Saint-Castin mit einer Gruppe Abenaki Gouverneur Brisay de Denonvilles Feldzug gegen die Irokesen an. 1689 brach der King William’s War aus und die Penobscot und andere Abenakistämme setzten ihre Überfälle auf britische Siedlungen und sogar Städte in Neuengland mit größter Härte fort. 1690 führten Madokawando und Saint-Castin persönlich ihre Penobscot-Krieger, gemeinsam mit René Robinau de Portneufs Armee, zum Angriff auf die Stadt Casco am Atlantischen Ozean. Französische Spione in Neuengland meldeten an Saint-Castin, dass Gouverneur William Phips einen Angriff auf Québec plante und er konnte Frontenac entsprechend warnen. Phips versuchte daraufhin, Saint-Castin ermorden zu lassen, der Plan misslang jedoch.
Pierre Moyne d’Iberville bekam den Auftrag, mit seiner Flotte Fort Pemaquid zu zerstören, das als ständige Bedrohung für Akadien galt. Saint-Castins Abenakikrieger, verstärkt durch Passamaquoddy und Malecite, unterstützten den französischen Angriff. Fort Pemaquid fiel am 15. August 1696 in französische Hände.

## Letzte Jahre
Madockawando starb im Jahr 1698 und hatte vermutlich seinem Schwiegersohn zuvor das Amt des Obersagamore der Penobscot übertragen. Saint-Castin jedoch liebte seine Unabhängigkeit und wandte sich nach Ende des Krieges 1699 wieder seinen Handelsgeschäften mit Neuengland zu, ohne sich um die Restriktionen Neufrankreichs zu kümmern. Beschuldigungen gegen ihn wurden laut. Trotz einer positiven Beurteilung durch Gouverneur Brouillan sollte Anklage erhoben werden. Saint-Castin entschied sich deshalb für die Rückkehr nach Frankreich, auch um familiäre Angelegenheiten zu klären. Er verließ Pentagouet Ende 1701 und kam 1702 in seiner Heimat Béarn an. Der Ehemann seiner Schwester, Richter Jean de Lebaig, erwartete ihn und versuchte mit allen Tricks, Saint-Castin das väterliche Erbe vor Gericht streitig zu machen. Der königliche Hof, der Saint-Castin so schnell wie möglich zurück nach Akadien schicken wollte, intervenierte energisch beim Gericht von Pau, um die Gerichtsverhandlung zu beschleunigen. Erschöpft von Schikanen und Demütigungen starb Jean-Vincent d’Abbadie, der dritte Baron de Saint-Castin, im Jahr 1707 in Pau, ohne Akadien wiederzusehen.
Er hinterließ mehrere Kinder, den ältesten Sohn Bernard-Anselme, dann Joseph und drei Töchter, Thérese, Anastasie und Ursule. Ein weiterer Sohn, Jean-Pierre, starb im Alter von acht Jahren. Es gab allerdings noch weitere Kinder, die nicht namentlich bekannt sind.
Der Küstenort Castine im Hancock County in Maine ist nach ihm benannt worden.